# لافارا
لافارا (Λάβαρα) هي مدينة في إفروس في مقاطعة فوريا إلادا في اليونان.